# Straß (Herzogenrath)
Straß is een plaats in de Duitse gemeente Herzogenrath, deelstaat Noordrijn-Westfalen.

## Bezienswaardigheden
De Sint-Jozefkerk is een bakstenen driebeukige hallenkerk in neogotische stijl. De kerk werd gebouwd 1908-1909.

## Natuur en landschap
De plaats ligt op het Plateau van Kerkrade met oostelijk het dal van de Worm. Aan de westzijde bevindt zich de Duits-Nederlandse grens, waar de internationale Nieuwstraat/Neustrasse over loopt en waar zich Kerkrade en het voormalige dorp Bleijerheide bevinden.

## Mijnbouw
Reeds in de middeleeuwen en later werd aan mijnbouw gedaan. De steenkolen werden aanvankelijk vlak onder de oppervlakte gedolven, later werden schachten geslagen. Overblijfselen van die vroege mijnbouw zijn nog aanwezig in de vorm van schachten, inzinkingen en dergelijke.
In Straß was de steenkoolmijn Voccart gelegen. De steenkoolwinning stond tot het einde van de 18e eeuw onder controle van de Abdij Rolduc. In de 19e eeuw kwam de productie in handen van de Pannesheider Mijnvereniging die in 1861 werd overgenomen door de Vereinigungsgesellschaft für Steinkohlenbau im Wurmrevier die in 1907 door de Eschweiler Bergwerks-Verein werd opgenomen. De steenkoolmijnbouw in Straß duurde tot 1937.

## Nabijgelegen kernen
Kerkrade, Bleijerheide, Herzogenrath
Herzogenrath · Kohlscheid · Merkstein · Niederbardenberg · Noppenberg · Straß

Stedenregio Aken · Regierungsbezirk Keulen · Noordrijn-Westfalen